# Zaher Midani
Zaher Midani (en árabe: زاهر ميداني‎; Damasco, Siria, 13 de abril de 1989) es un futbolista de Siria que juega en la posición de centrocampista. Desde 2022 juega en el Al-Kahraba de la Liga Premier de Irak.

## Carrera

### Club
| Periodo   | Club              |
| --------- | ----------------- |
| 2006-2011 | Al-Majd Damasco   |
| 2011–2012 | Al-Shorta Damasco |
| 2012–2014 | Al-Zawraa         |
| 2014–2015 | Al-Quwa Al-Jawiya |
| 2015–2016 | Al-Zawraa         |
| 2016–2020 | Al-Quwa Al-Jawiya |
| 2020–2022 | Al-Zawraa         |
| 2022–     | Al-Kahraba        |

### Selección nacional
Jugó para Siria en 62 ocasiones de 2008 a 2021 y anotó dos goles; y participó en la Copa Asiática 2019.

### Goles con selección nacional
| No | Fecha                   | Sede                                             | Rival  | Gol | Resultado | Torneo                                     |
| -- | ----------------------- | ------------------------------------------------ | ------ | --- | --------- | ------------------------------------------ |
| 1. | 24 de marzo de 2018     | Basra Sports City, Basra, Irak                   | Catar  | 2–2 | 2–2       | International Friendship Championship 2018 |
| 2. | 20 de noviembre de 2018 | Al-Sadaqua Walsalam Stadium, Kuwait City, Kuwait | Kuwait | 1–0 | 2–1       | Amistoso                                   |

## Logros
- Syrian Premier League: 2011–12
- Damascus International Championship: 2009
- Iraqi Premier League: 2015–16, 2016-17
- Iraqi Super Cup: 2021
- AFC Cup: 2016, 2017, 2018[2]